# Пастухов Володимир Михайлович
Володи́мир Миха́йлович Пастухо́в (нар. 11 грудня 1956, Сизрань, СРСР) — український та радянський військовик, полковник армійської авіації Сухопутних військ України, начальник відділу армійської авіації оперативного командування «Північ» (до 2013 року — 13-й армійський корпус). Учасник війни в Афганістані, миротворчих місій ООН у Східній Славонії, Сьєрра-Леоне та Ліберії. Лицар ордена Богдана Хмельницького III ступеня та Ордена Червоної Зірки.

## Життєпис
Володимир Пастухов народився у Сизрані (Куйбишевська область). У 1978 році закінчив з золотою медаллю Сизранське вище військове авіаційне училище льотчиків. Протягом 1986–1987 років брав участь у війні в Афганістані, був удостоєний Ордена Червоної Зірки. Окрім Афганістану, проходив військову службу у групі радянських військ в Німеччині, Забайкальському та Прикарпатському ВО. У 1991 році закінчив Військово-політичну академію імені В. І. Леніна.
У 1996 році отримав звання полковника та вперше взяв участь у миротворчій місії ООН у складі українського контингенту в Східній Славонії як командир вертолітного загону. У 2002–2003 роках служив у Сьєрра-Леоне, згодом у складі миротворчих неодноразово вирушав до Ліберії. З 2005 року обіймає посаду начальника відділу армійської авіації 13-го армійського корпусу (з 2013 року — оперативне командування «Північ»). У 2009 році був нагороджений Орденом Богдана Хмельницького III степеня.
Має військову кваліфікацію «військовий льотчик-снайпер», загальний наліт на вертольотах Мі-2, Мі-8, Мі-24 станом на 2011 рік — понад 4200 годин.

## Нагороди
- Орден Богдана Хмельницького III ступеня (1 грудня 2009) — за вагомий особистий внесок у зміцнення обороноздатності та безпеки Української держави, зразкове виконання військового обов'язку, високий професіоналізм та з нагоди 18-ї річниці Збройних Сил України[1]
- Медаль «За бездоганну службу» III ступеня (2003) — за вагомий особистий внесок у піднесення міжнародного авторитету України та її Збройних Сил, підтримання миру і стабільності у різних регіонах світу[2]
- Орден Червоної Зірки (1987)